# دين ميلر (منافس ألعاب قوى)
دين ميلر (بالإنجليزية: Dean Miller)‏ هو منافس ألعاب قوى بريطاني، ولد في 23 أغسطس 1989 في بارو إن فورنيس في المملكة المتحدة.

## روابط خارجية
- دين ميلر على موقع Paralympic.org (الإنجليزية)
- دين ميلر على موقع IPC.InfostradaSports.com (مؤرشف) (الإنجليزية)